# Függetlenségi és Negyvennyolcas Párt
A Függetlenségi és Negyvennyolcas Párt (vagy Függetlenségi és 48-as Párt, vagy egyik jogelődje ismertebb, rövidebb nevén Függetlenségi Párt) egy magyarországi politikai párt volt.

## Története
1884. szeptember 29-én a Mocsáry Lajos vezette Függetlenségi Párt és az Irányi Dániel vezette Negyvennyolcas Függetlenségi Párt egyesült, Függetlenségi és Negyvennyolcas Párt néven. Az új párt értékrendje átvette a 48-as párt nacionalista, polgári radikális felfogását, míg Ausztria és Magyarország kapcsolatában nézeteik valamelyest enyhültek, a teljes függetlenség helyett a perszonáluniót is elfogadták volna, mely azonban éles belső ellentétekhez és a párt későbbi teljes széteséséhez vezetett. Első elnöke Irányi Dániel lett. Irányi halála után, 1893-ban Justh Gyula lett a következő párt elnöke. 1895-ben Kossuth Ferencet választották pártelnökké miután Justh az ő javára mondott le. 1914-ben, Kossuth Ferenc halála után, Apponyi Albert gróf lett a következő, és egyben az utolsó Függetlenségi és Negyvennyolcas Párt elnöke, amely 1918-ig működött.

### Pártszakadás, újraegyesülés, újra pártszakadás
Egy időben előfordult, hogy a párt több platformja is külön-külön, akár egymással szemben is indult az aktuális választásokon. Ezeket az egymáshoz roppant hasonló (nem egyszer azonos) önelnevezésük miatt jellemzően vezetőik alapján különböztettek meg egymástól (pl. Ugron Párt, Justh Párt stb.). Közülük a legismertebb az Ugron Gábor vezette platform volt, mely a tiszaeszlári pert körülvevő hisztéria és antiszemitizmus hatására alakult 1884-ben. A csoport legfőbb célja, az volt, hogy visszaszorítsa a függetlenségi mozgalom radikálisabb elemeit, s így kormányképessé tegye magát a pártot. Ugron és köre az erős Kossuth-kultuszt is igyekezett visszaszorítani, mindhiába. Mivel erőfeszítéseik kudarcot vallottak, 1890-ben kiléptek és teljesen önálló pártot alakítottak, ugyanilyen névvel. A Függetlenségi és 48-as (Ugron) Párt hamarosan visszatért az anyapártba, hogy aztán onnan 1894 novemberében újra kiszakadjon és egészen 1905-ig önálló politikai erőként működjön. 1905. január 4-én olvadt be ismét a Függetlenségi és 48-as pártba, hogy aztán együtt az 1905-ös választásokon győztes Koalíció részévé váljanak.
Az 1892-es választásokat követően kibontakozó egyházpolitikai vitában a Függetlenségi Párt hivatalosan ugyan Wekerle Sándor liberális programja mellett volt, tagjainak azonban nem tiltotta meg, hogy ne szavazzanak a kormányprogram ellen. Ennek hatására Eötvös Károly és további huszonkét párttag 1893. május 19-én kilépett a pártból és létrehozta a Függetlenségi Néppártot, míg a frakció többi tagja azonnal kettéoszlott egy Ugron-párti többségre és egy Justh-párti kisebbségre. Mindkét rész magának követelte a Függetlenségi és 48-as Párt nevet, így őket a vezetőik után Függetlenségi és 48-as (Justh) illetve ~ (Ugron) Pártnak nevezték a korabeli sajtóban. A Justh-féle pártrész rövidesen egyesült a Függetlenségi Néppárttal és elnökének az 1895-ben hazatért Kossuth Ferencet választotta meg. Az 1896-os választásokon a párt szavazótábora a Justh illetve Kossuth-féle vonalat támogatta, Ugronék kis híján kiestek a parlamentből.
Az 1905–1906-os magyarországi belpolitikai válság hatására az újból egyesült párt tagja lett a szövetkezett ellenzéknek, mely Wekerle Sándort támogatta a választásokon. A koalíció győzelmével Magyarországon először polgári-radikális kormány alakult, megtörve a Szabadelvű Párt addigi, 1875 óta tartó hegemóniáját. Az ismét felszínre törő 67-es-48-as ellentét (a kiegyezés hívei és elvetői) az ellenzéken belül a Függetlenségi és Negyvennyolcas Pártot sem hagyták érintetlenül. Az önálló Magyar Nemzeti Bank felállításának kérdése körül kibontakozott vita hatására rövid egymásutánban először 1907. október 19-én 17 képviselő lépett ki, ők 1908. március 10-én megalapították a Függetlenségi és 48-as Balpártot, majd 1909. november 11-én Justh Gyula és köre, a Justh Párt (Függetlenségi és 48-as (Justh) Párt). Justh ellenfele, Kossuth Ferenc és köre a párt „maradékából” megszervezte a Kossuth Pártot (Függetlenségi és 48-as (Kossuth) Párt). A második Wekerle-kormány mandátumának lejártával (1910. január 17.) az 1910-es választásokon vereséget szenvedett és ismét ellenzékbe szorult az összes, a belső szakadások ellenére a szövetkezett ellenzékben maradt negyvennyolcas párt.
1912. június 4-én Tisza István gróf házelnökként erőszakos módon letörte az ellenzéki obstrukciót, és elfogadtatta a véderőtörvényeket. Három nappal később Kovács Gyula, az országgyűlés Justh-párti képviselője a képviselőházi ülésen háromszor rálőtt Tiszára, de fegyvere rövid (8-10 méteres) hatótávolsága miatt a merénylet-kísérlet sikertelen volt.

### Ismételt újraegyesülés, feloszlatás, újraalapítás
A Koalíció szétesése, a 48-as függetlenségiek közti (belső) ellentétek elsimulása és a háttéralkuk révén végül 1913. június 14-én a különböző negyvennyolcas függetlenségi frakciók és pártok újból összeálltak Egyesült Negyvennyolcas és Függetlenségi Párt néven. 1916-ban a párt akkori elnöke, Károlyi Mihály kilépett a pártból, és megalapította a Függetlenségi és 48-as (Károlyi) Pártot, vagy röviden Károlyi-pártot.
1918 elején csatlakozott a politikai stabilitás megteremtése érdekében alakított 48-as Alkotmánypárthoz. A Tanácsköztársaság során ezt betiltották és felszámolták, ezen formájában újjá pedig már nem alakult, országgyűlési választásokon - mivel 1910 és 1920 között nem rendeztek - sosem indult.
A Tanácsköztársaság bukása után, 1922-ben Batthyány Tivadar gróf és Nagy Vince megalapította a Függetlenségi 48-as és Kossuth Pártot, mely az Egyesült Negyvennyolcas és Függetlenségi Párt folytatásának vallotta magát. A régi függetlenségi ellentétek újbóli, szinte azonnali kiéleződése miatt hamar távozott Batthyány és a régi függetlenségi párti képviselők. Az így gyakorlatilag az elődpárt szavazóbázisát vesztett formációnak fennállása során, 1922 és 1945 között (1945-ben beolvadt az FKGP-be) egyetlen tagot sem sikerült delegálnia az országgyűlésbe.

## Választási eredményei
| Választások | Mandátumok száma | Mandátumok aránya | Parlamenti szerepe |
| ----------- | ---------------- | ----------------- | ------------------ |
| 1884-es     | 72               | 17,43%            | ellenzék           |
| 1887-es     | 78               | 18,89%            | ellenzék           |
| 1892-es     | 86               | 20,82%            | ellenzék           |
| 1896-os     | 50               | 12,10%            | ellenzék           |
| 1901-es     | 79               | 19,13%            | ellenzék           |
| 1905-ös1    | 165              | 39,95%            | ellenzék           |
| 1906-os1    | 253              | 61,26%            | kormánypárt        |
| 1910-es2    | 51               | 12,35%            | ellenzék           |

1: A szövetkezett ellenzék részeként

2: A párt a választások előtt szétesett, a „maradéka” és az új pártok egy része is azonos néven működött tovább, de a megkülönböztetés végett az „eredeti párt” Függetlenségi és 48-as (Kossuth) Párt néven indult